# Пост-Південний
Пост-Південний — колійний пост Коростенської дирекції Південно-Західної залізниці. Розташований у місті Коростень на спільній дільниці ліній Коростень — Звягель I та Житомир — Овруч.
Виник 1958 року. Електрифікований у складі Коростенського вузла 1985 року.
Приміські та пасажирські поїзди на посту не зупиняються.